# Riksdagsvalet i Tyskland 1933 (mars)
Riksdagsvalet i Tyskland 1933 hölls den 5 mars 1933 i Tyskland under den period som är känd som nazisternas maktövertagande, då Weimarrepubliken ersattes med den nazistiska enpartidiktaturen Nazityskland. Nazistpartiet (NSDAP) och konservativa Tysknationella folkpartiet hade bildat regering tillsammans med Adolf Hitler som rikskansler den 30 januari samma år. Valet skedde blott sex dagar efter Riksdagshusbranden.